# Arhopala siroes
Arhopala siroes är en fjärilsart som beskrevs av Hans Fruhstorfer 1914. Arhopala siroes ingår i släktet Arhopala och familjen juvelvingar. Inga underarter finns listade i Catalogue of Life.